# Міа Гемм
Маріель Маргарет Гемм-Гарсіапарра (англ. Mariel Margaret Hamm-Garciaparra; 17 березня 1972, Сельма, Алабама) — американська футболістка. Дворазова олімпійська чемпіонка (1996, 2004), дворазова чемпіонка світу (1991, 1999). Двічі ФІФА визнавала її найкращою футболісткою року (2001, 2002). У 1997 році журнал «People» включив спортсменку в список 50-ти найкрасивіших людей.
Багато років була нападаючою у жіночій збірній США з футболу і заснувала клуб «Вашингтон Фрідом». У футбольній кар'єрі у Гемм у міжнародних матчах найкращий результат (158 голів) серед чоловіків або жінок в історії футболу.

## Біографія
Народилася Міа в Сельмі, штат Алабама. З дитинства у неї була вроджена клишоногість, для виправлення цього недоліку їй довелося носити спеціальне взуття. Дитинство вона провела на базі ВПС разом зі своїми батьками і п'ятьма братами і сестрами. Сім'я часто переїжджала, тому дівчинка встигла пожити в самих різних місцях, від Техасу до Італії.
Спортом Міа займалася з раннього дитинства, у п'ятнадцять років вона вступила в ряди жіночої національної футбольної команди, ставши наймолодшим гравцем в їх складі за всю історію. Якийсь час Маріель грала за команди Католицької Школи Нотр-Дам з Вічита-Фолс, штат Техас. Потім вона переїхала в школу Лейк-Бреддок на рік. За цей час команда школи змогла виграти чемпіонат штату 1989 року.

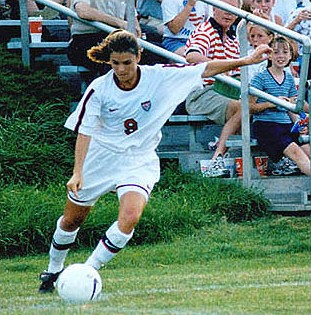
Міа Гемм у формі збірної США. 1998 рік.

Вищу освіту Гемм отримувала в Університеті Північної Кароліни. Тут вона допомогла місцевій команді виграти в чотирьох національних змаганнях коледжів за п'ять років навчання. Єдиний пропущений рік — 1991-й — вона займалась підготовкою до жіночого футбольного чемпіонату світу в Китаї, який в підсумку американці і виграли. З дев'яноста ігор, в яких брала участь Міа, Північна Кароліна програла лише одну. Останні три роки навчання в коледжі дівчина була визнана «Всеамериканським Гравцем Року» і «Гравцем Року Атлантичного Узбережжя». Крім цього в 1993 і 1994 роках вона отримала премію «Жінка-атлет року».
Відразу після введення всесвітньої премії жіночої футбольної ліги FIFA Гравець Року в 2001 році, Міа отримала її. Свій результат вона повторила і у наступному році. Також вона була включена в список 125-ти найкращих живих гравців, складеному легендарним Пеле.
Спорт Маріель залишила в 2004 році. Свій останній матч вона зіграла на 'Святі Фанатів' 2004 року, увічнивши перемогу жіночої команди США на Олімпіаді—2004.
У 2007 році вона була включена в Національний Зал Футбольної Слави, на голосуванні Міа отримала 137 голосів зі 141 можливого. Жіноча Ліга Професійного Футболу, створена в 2009 році, використовує силует Гемм на своєму логотипі.
11 березня 2008 року Міа включена в «Техаський Зал Спортивної Слави».

## Поза футболом

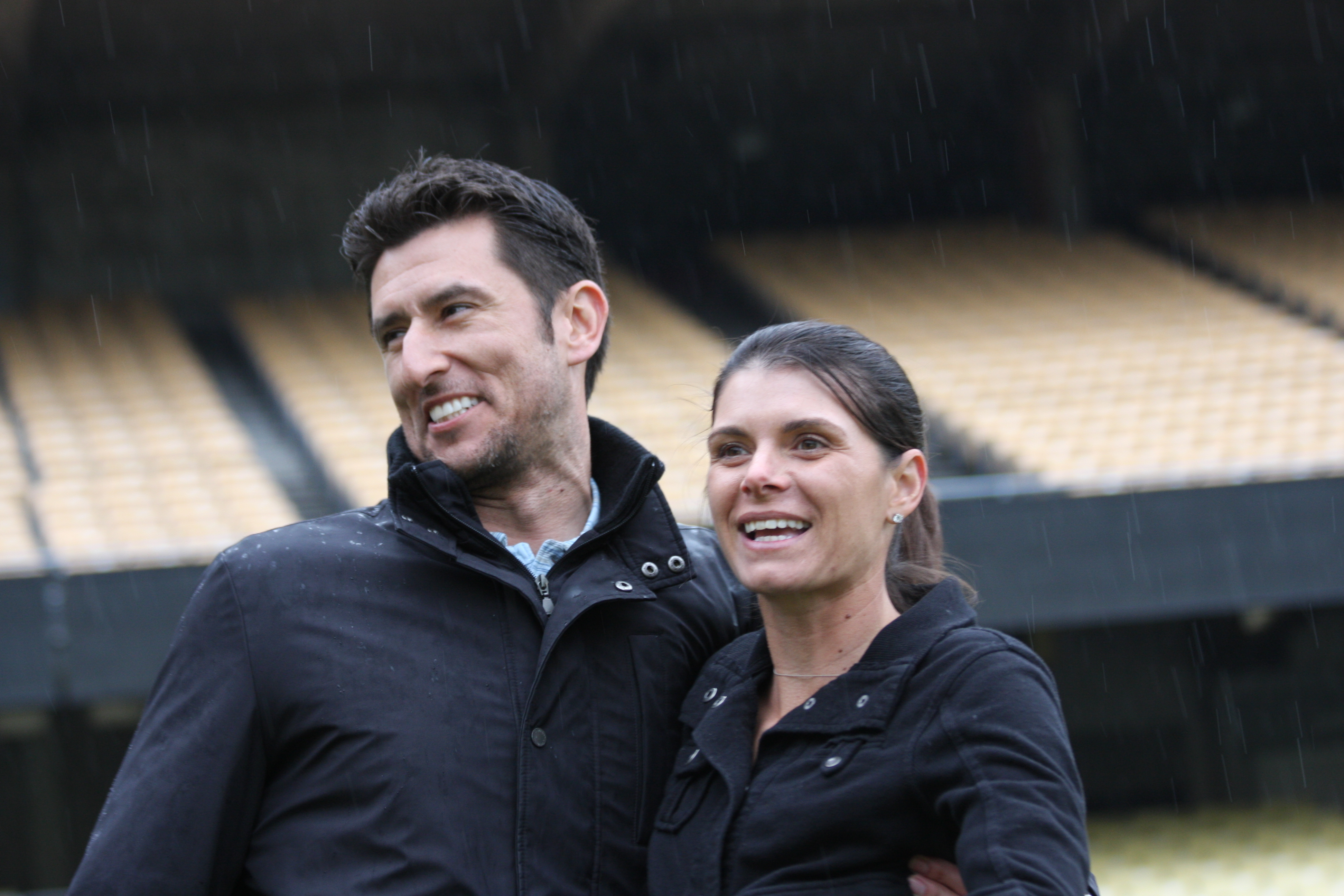
Міа Гемм зі своїм чоловіком Номаром Гарсіапаррою.

Гемм — автор книги «Йди до мети: Керівництво чемпіона за перемогу в футболі і в житті» (англ. Go For the Goal: A Champion's Guide to Winning in Soccer and Life). Також вона знімалася в документальному проекті каналу HBO Осмілься мріяти: Історія Жіночої Футбольної Команди США.

## Особисте життя
Брат Мії, Гаррет Гемм, помер від апластичної анемії, рідкісного захворювання крові. Футболістка організувала фонд свого імені, який допомагає всім, хто страждає на це захворюванням, і їхнім сім'ям, зокрема, підбором трансплантатів кісткового мозку.
З 1994 по 2001 рік Гемм була одружена з морським піхотинцем Крістіаном Корі, її бой-френдом ще з часів коледжу.
22 листопада 2003 року одружилась на бейсболісті Номарі Гарсіапаррі.